# Mick Tucker
Michael Thomas "Mick" Tucker (17 de julio de 1947 en Harlesden, Brent–14 de febrero de 2002 en Welwyn Garden City. Hertfordshire) fue el baterista, vocalista y cofundador de la banda de glam rock británica Sweet.

## Biografía
Michael Thomas Tucker nació el 17 de julio de 1947, en Harlesden, un suburbio de clase media del noroeste de Londres. Empezó a tocar la batería siendo un adolescente integrando algunas bandas locales informalmente. 
En 1965 y cuando cumplió los 18 años, Mick se unió a «Wainwright's Gentlemen», luego de conocer al vocalista escocés Brian Connolly en un reunión, cuando cantaba clásicos de R & B de Motown, y algunos temas de los inicios de la música psicodélica. Sin llegar a consolidarse mucho, la banda se separó en 1968, luego de tres años con algunas presentaciones en clubes de la ciudad.
De esa época temprana se conservan algunas grabaciones, entre ellas se incluye un notable cover de The Coasters / The Hollies «Ain't That Just Like Me», el cual fue lanzado oficialmente en febrero de 2011 en el CD recopilatorio «Rare Mod, Volume 3», bajo la etiqueta independiente Acid Jazz (AJXCD 238). La pista cuenta con Tucker en la batería y, de acuerdo con el bajista de la banda Ene Frewer, quien intervino en la grabación, se cree que se habría registrado en 1965.
Posteriormente, fue un miembro fundador de «Sweetshop» en 1968, junto con Steve Priest, Brian Connolly, y Frank Torpey, quien fue sustituido en 1969 por Mick Stewart debido a asuntos personales. Stewart fue sustituido en 1970, con solo unos meses en la banda por el definitivo Andy Scott. «Sweetshop» fue renombrada como «The Sweet» en 1968, y finalmente «Sweet» en 1971. Tucker y Priest fueron los únicos miembros originales que integraron la banda hasta su separación oficial en 1981.

## Estilo musical
Desde 1973, Tucker utilizó un gran kit de batería marca Ludwig, que comprende dos bombos, tres tambores montados y dos toms de piso, complementado por platillos Paiste. En una visión objetiva, se puede afirmar que era un baterista muy talentoso con una gama de ritmos complejos. A pesar de ello, Tucker a menudo subestimado como músico, en buena medida por la imagen glam que proyectaba Sweet y eclipsaba el verdadero talento de sus miembros.

## Vida personal
El 16 de agosto de 1973, Mick se casó con su primera esposa, Pauline, en la Iglesia del Sagrado Corazón en Ruislip, Middlesex. Luego se mudaron a una casa en Beverly Road, Ruislip. De su matrimonio nació su única hija, Ayston.
En el sótano de su casa, Mick instaló un estudio de sonido. Él también tenía una sala de música con galardones de discos de plata y oro en las paredes, concedidos desde todas partes del mundo. Mick disfrutaba jugar al tenis, recogiendo estatuillas de vidrio, cocinar, y jugando con su perro pastor alemán, Zeus. Amaba a los coches caros, pieles, relojes y joyas. También tuvo incontables pares de zapatos. Llevaba una cadena con un cuarto de luna y una estrella en el cuello. Fue su amuleto de buena suerte.
En 1979, su primera esposa Pauline falleció, y se casó por segunda y última vez con Janet. 

## Enfermedad y muerte
Luego de algunos malestares físicos, Tucker fue detectado con leucemia entre 1996 y 1997, enfermedad que lo alejó para siempre de la música. Mick falleció el 14 de febrero de 2002 en Welwyn Garden City, Hertfordshire de su padecimiento, a la edad de 54 años. Su funeral tuvo lugar el 25 de febrero de 2002. Se encuentra enterrado en una tumba sin nombre en el cementerio Chorleywood House. 
El bajista de Sweet, Steve Priest, dijo sobre Tucker: «Fue el baterista más subestimado que haya salido de Inglaterra. Fue el centro neurálgico de la banda, era técnicamente maravilloso. Su tempo era impecable, pero tenía un montón de alma también y (...) que realmente sentía lo que estaba tocando»."
El guitarrista de Sweet, Andy Scott dijo: «Mick Tucker era el mejor baterista alrededor de los años setenta. Toqué en la misma banda que él y estaba orgulloso de ello. Siento tristeza extrema, por tanto, que ahora nos ha dejado y mi corazón está con Janet y Ayston con su triste pérdida. Te extraño, Mick».